# Freie Zone (Scientology)
Die Freie Zone (englisch Free Zone, auch Independent Scientologists) bezeichnet eine Reformbewegung sogenannter Freier Scientologen.

## Entstehung
Ein Machtumbruch in den Führungsriegen von Scientology führte 1982/83 dazu, dass ehemalige hohe Funktionäre (darunter auch Mitbegründer der Organisation) zu sogenannten „unterdrückerischen Personen“ erklärt und aus der Organisation ausgeschlossen wurden.
Bill Robertson gründete 1982 Free Zone (heute: Ron’s Org). Der Begriff wird heute aber auf alle Freien Scientologen angewandt. Sie berufen sich weiterhin auf L. Ron Hubbard und geben an, mit seinen Techniken zu arbeiten.
Scientology-Kirche und Freie Scientologen bezichtigen sich gegenseitig, Hubbards Lehren und Methoden verfälscht zu haben.

## Inhalt und Ziele
Basierend auf der Philosophie von Scientology, die ihre Wurzeln ganz überwiegend in den Büchern und Postulaten von Ron L. Hubbard hat, sehen sich die Freien Scientologen als Anhänger von Erkenntnisphilosophien. Eine davon befasst sich mit dem Wandel des Menschen durch selbstgewonnene Erkenntnisse mit dem Ziel, zu einem größeren Verständnis und größerer Verantwortung sich selbst, anderen und seiner gesamten Umgebung gegenüber zu gelangen. Daraus ergibt sich die Chance eines jeden Menschen, sich durch seine eigene Kraft und mit Hilfe einer präzisen Technologie des Geistes aus unerwünschten Zuständen zu befreien und verborgene Fähigkeiten wiederzugewinnen. Zu diesem Zweck werden Kurse und Vorträge angeboten.
Freie Scientologen grenzen sich ausdrücklich gegenüber den offiziellen und inoffiziellen Organisationen der Scientology-Kirche ab, verweisen aber auch auf einen toleranten Umgang mit anderen Glaubens- und Philosophierichtungen. Sie wollen nicht auf materiellen Gewinn ausgerichtet sein, sondern sich um ein gesellschaftliches Verständnis der Philosophie bemühen.
Das Verwaltungsgericht München hat mit rechtskräftigem Urteil vom 28. Dezember 2022 (Aktenzeichen M 30 K 19.2699) der Klage einer freien Scientologin stattgegeben, die als Kinderbetreuerin in einer Münchner Kita beschäftigt war. Die Stadt München hatte von der Kita die Unterzeichnung einer sog. „Scientology-Schutzerklärung“ verlangt und die Kita unter der Drohung, ihr andernfalls Fördergelder zu entziehen, zur Kündigung der freien Scientologin gezwungen. Aufgrund des Urteils hat die Stadt diese Praxis aufgegeben und macht die Kita-Förderung nicht mehr von einer „Schutzerklärung“ abhängig. 

## Entwicklung
Mittlerweile findet man weltweit Gruppierungen der Freien Zone als globales Netzwerk. In Deutschland gibt es unter anderem Organisationen in Berlin, Hamburg, Bremen, Magdeburg, Dresden, Bonn, Leverkusen, Köln, Wuppertal, Stuttgart, Wiesbaden, Frankfurt am Main, Offenbach, München und Nürnberg.

## Kritik
„Wohin der Weg dieser Scientology-Alternativen führt, wird sich zeigen. Auch ihre Technologien basieren auf der totalitären Ideologie des L. Ron Hubbard. Besonders unter den ‚Independents‘ lassen sich fundamentalistische Scientologen finden, die vorher in der alten SO bereits führende Positionen hatten. Sind sie wirklich reformfähig oder werden sie nur eine andere totalitäre Spielart bilden? Skepsis ist angebracht. Auch wenn sie zurzeit noch wenig Politikorientierung und Expansionsbestrebungen zeigen, darf nicht übersehen werden, dass Scientology auch allein als Psychokult nicht auf demokratischen Werten basiert und Menschen manipulieren kann.“

## Belege
1. ↑  Der Ursprung der Freie Zone. In: ronsorg.ch. Abgerufen am 16. Mai 2017.
2. ↑  Die Zeitspur der Scientology und der Freien Zone. In: stss.nl. Abgerufen am 16. Mai 2017.
3. ↑  Eine Klärung der Begriffe „Freie Zone“ und „Ron’s Org“. In: rons-org.de. Abgerufen am 23. April 2024.
4. ↑  Selbstdarstellung. In: freezone.de. Abgerufen am 16. Mai 2017.
5. ↑  Bürgerservice - VG München, Urteil v. 28.12.2022 – M 30 K 19.2699. Abgerufen am 23. April 2024.
6. ↑  Rechtskräftiges Urteil (AZ: M 30 K 19.2699). In: was-ist-eine-rons-org.de. Abgerufen am 23. April 2024.
7. ↑  Umstieg statt Ausstieg: Die „Scientology-Organisation“ hat Konkurrenz erhalten! In: hamburg.de. Abgerufen am 17. Mai 2017.